# リープ・フロッグ
リープ・フロッグ（leap frog）とは、プロレスにおける技術の名称。英語で“Leapfrog”とは馬跳びのことで、プロレスにおいても相手選手を馬跳びする要領で行われる技である。プロレス技というよりもプロレスの試合を盛り上げるための技術といえる。別名は英語名を日本語に直訳した『カエル飛び』。

## 概要
ロープに振って返ってきた相手が自らに迫ってくるタイミングで開脚ジャンプを行い、相手を自らの背中越しにやり過ごす技である。そのため相手へのダメージは一切なく、自らの身軽さをアピールする見せ技の一種である。
振って返ってきた相手にすぐさま行うことは少なく、一度腹ばいになって相手を自らから飛び越えさせてから、もう一度返ってきた相手に仕掛けるのが通例。
また仕掛けられた相手は少し身をかがめてアシストする。

## 主な使い手
ジュニアヘビー級の選手に使い手が多い技だが（身軽さに自信を持つヘビー級選手にも使い手はいる）、跳躍力、正確性、開脚の美しさの三拍子がそろった最高の名手として、ジミー・スヌーカが挙げられる。
ミル・マスカラスも名手として知られるが、1974年7月25日に日大講堂で行われたザ・デストロイヤー戦でタイミングを誤り、股間を相手の頭部に強打。そのまま試合続行不可能となり覆面世界一の座を奪われたばかりか、敵であるはずのデストロイヤーにリング上で介抱してもらうほど悶絶するという大失態を演じている。このエピソードは、梶原一騎の「プロレススーパースター列伝」では、デストロイヤーが意図的に頭突きをしたと脚色された。
日本人では、若い頃のジャンボ鶴田がよく使っていた。